# آسرولوپلاسمینمی
آسرولوپلاسمینمی (به انگلیسی: Aceruloplasminemia) نوعی ناهنجاری با توارث اتوزومی مغلوب است که طی آن آهن به تدریج در اندام‌های مختلف بدن تجمع میابد.

## علائم بالینی
- زمان تولد، دوران نوزادی و شیرخوارگی: معمولاً طبیعی.
- دوران کودکی، نوجوانی و بزرگسالی: دیابت، آسیب شبکیه، علائم اکستراپیرامیدال، دیستونی، دیزآرتری و دمانس.

## نقص بیوشیمی
نقص در ساختن سرولوپلاسمین

## توارث ژنتیکی
اتوزوم مغلوب.

## میزان بروز
نامعلوم.

## روش تشخیص
- سرم: مس طبیعی و کاهش شدید سرولوپلاسمین، کاهش آهن.

## درمان
شامل استفاده از داروهای شلاته کننده آهن (مانند دفروکسامین) است تا به این علاوه بر کاهش سطه سرمی آهن باعث کاهش رسوب آهن در بافتاهای مختلف و در نتیجه عدم پیشرفت علائم عصبی می‌شود. برای کاهش آسیب بافتی، تجویز آنتی اکسیدان ها، از جمله ویتامین E می‌تواند مفید باشد.

## پیش آگهی
در دوره بزرگسالی کشنده است.

## آزمون تشخیص قبل از تولد
بررسی انتقال مس در آمنیوسیتهای کشت شده و نمونه پرزهای کوریونی.